# スモールワールド (企業)
スモールワールドは1989年にDick Newellらによってイギリスのケンブリッジにて設立された、ネットワーク資産管理のためのソフトウェアの会社であったが、2000年9月にGE（ゼネラル・エレクトリック）によって買収された。スモールワールドは、そのネットワーク資産管理技術とアプリケーションを総称するブランド名でもある。スモールワールドの技術は通信、電気、ガス、水道などのインフラ管理に用いられている。

## 技術
GE Energyのスモールワールドソフトウェアは、空間的資産管理と地理情報システム (GIS) とを統合したツールであり、2つの技術を基礎としている。1つ目はMagikという名のオブジェクト指向のプログラミング言語、2つ目は複雑な空間やトポロジーのデータを保持するのに最適な、独自のデータベース技術である。